# Кашкабаш
Кашкаба́ш (тюрк. лысая голова, вершина), или Романов увал — гора на территории Артинского городского округа на правом берегу реки Уфы. Ближайший населенный пункт – село Курки в 2 км, расстояние до посёлка Арти 12 км. Невысокая, 250-350 м над уровнем моря, гора сложена зеленовато-серыми песчаниками и глинистыми сланцами палеозоя с прослоями небольшой мощности мергелей и известняков. 
В старых источниках называлась Точильной горой, так как у подножия горы из песчаника добывали точильный камень для мельничных жерновов, заточки сабель, кос и серпов. Месторождение начало разрабатываться около 1833 года по инициативе управляющего Златоустовским горным округом П. П. Аносова. 
В 1841 году геолог А. А. Кейзерлинг составил геологическое описание разреза горы и получил от управителя Артинского завода А. А. Иосса коллекцию обнаруженных при разработке месторождения точильного камня хорошо сохранившихся останков ископаемых головоногих моллюсков-аммонитов (гониатитов), среди которых выявилось три новых вида, описанные в 1845 году Э. Вернеем: Medlicottia orbignyana, Popanoceras sobolewskyanum и Paragastrioceras jossae. Последний вид был назван в честь управителя Артинского завода в знак благодарности за переданные образцы. 
В 1874 году учёный А. П. Карпинский на основании полевых исследований в Оренбургской губернии, где он также обнаружил данные виды гониатитов, выделил и описал нижний отдел Пермской системы, и дал ему название Артинский ярус "по имени той местности, в которой эти осадки были прежде всего изучены".
Гора Кашкабаш объявлена геологическим памятником природы Свердловской области. Общая площадь памятника 630 га.